# 항구에 나타난 검객 산지니
《항구에 나타난 검객 산지니》는 1991년에 제작된 대한민국의 액션 영화이다. 전편에 이어 이한열 감독이 메가폰을 잡았고 조정현, 이영호가  주연을 맡았으며  이철혁 전 영화음악작곡가협회장이 음악감독을 맡으면서 전편에 간간이 나온 주제가가 이 시리즈부터 나오지 않았다.
한편, 후편인 《서커스단에 나타난 검객 산지니》는 1탄(도시에 나타난 검객 산지니)부터 메가폰을 잡아 온 이한열 감독 대신  1989년에  성애영화를 가장 많이 만든 사람이었으나 비중있는 작품이 아니라는 평가를 받기도 한 사람이자 반달가면 5탄(환상의 용사 반달가면) 메가폰을 잡은 임정수 감독이 연출을 맡으면서 전작에 이어 음악감독으로 참여한 이철혁 전 영화음악작곡가협회장,   조정현 (검객 역), 이정희(산지니 어머니 역) 외의 배우-주요 스태프들이 대거 교체됐는데 검객 산지니 시리즈는 《서커스단에 나타난 검객 산지니》 포함하여  7탄까지 기획되었지만 엔딩의 부자연스러움 탓인지 3탄(서커스단에 나타난 검객 산지니)에서 막을 내려야 했다.

## 줄거리
전편에서 죽은 줄 알았던 악당보스 엑스가  한쪽 다리를 잃은 채 휠체어를 타고 등장하며  산지니 부자가 가진 갑옷과 구슬, 칼을 가져가기 위해  중국 마피아 쇼샹 일당을 사주하고 산지니 부자는 어머니를 찾으러 나서지만 산지니의 아버지 검객은 엑스가 보낸 강시들에게  납치되며 산지니는 왕충이란 이름의 중국인을 만나 부모님을 구하기 위해 엑스와 그의 사주를 받은 쇼샹 일당과 싸우게 된다는 것인데 항구를 배경으로 액션감이 훨씬 강해졌고  다양한 볼거리로 무장하는 등 큰 인기를 얻었다.

## 출연진
- 검객 : 조정현
- 산지니 : 이영호
- 산지니 모 : 이정희
- 정복희
- 두꺼비 : 이문수
- 노랭이 : 이옥주
- 삼돌이 : 김명덕
- 왕충 : 정명재
- 엑스 : 이황근
- 엑스의 동생 : 원진
- 이재규 (특별출연)
- 박세범
- 정수정
- 함철훈
- 정윤현
- 신재명
- 김태흥
- 김봉석
- 이승준
- 서명석

## 제작진
- 제작총지휘/각본 : 김춘범
- 기획 : 김성환
- 촬영 : 정재승
- 조명 : 전진영
- 무술감독 : 원진
- 특수효과 : 정도안
- 음악 : 이철혁
- 스틸 : 윤진호
- 편집 : 강명완
- 분장 : 윤성아
- 텔레시네 : 한국미디어
- 녹음 : 돌코녹음실
- 현상 : 세방현상소
- 조감독 : 이호림
- 기록 : 박인철, 박기문, 박오문
- 제작부장 : 이상범
- 각색 : 임소정
- 감독 : 이한열

## 상영 정보
- 비디오출시 : 1992년 2월 7일 (VHS, 비유엠 영화 제작소)